# Miconia suborbicularis
Miconia suborbicularis är en tvåhjärtbladig växtart som beskrevs av Célestin Alfred Cogniaux. Miconia suborbicularis ingår i släktet Miconia och familjen Melastomataceae. IUCN kategoriserar arten globalt som sårbar.
Artens utbredningsområde är Ecuador. Inga underarter finns listade i Catalogue of Life.